# Bursztynowy depozyt z Partynic
Bursztynowy depozyt z Partynic – pochodzący z I wieku p.n.e. depozyt bursztynu znaleziony na wrocławskich Partynicach. Jest to największe na świecie archeologiczne znalezisko bursztynu, szacowane na 1240–1760 kg. 
Na terenie Partynic odkryto koło siebie trzy jamy ziemne wypełnione bursztynem. Pierwszą z nich napotkano w czasie prac przy budowie hipodromu w 1906 roku, a dwie kolejne przy budowie drogi łączącej budowaną autostradę A4 z centrum Wrocławia w 1936 roku.
Część znalezisk z lat 1906 i 1936 rozkradziono tuż po odkryciu, zdecydowaną większość ocalałych przedmiotów przekazano do Śląskiego Muzeum Rzemiosła Artystycznego i Starożytności we Wrocławiu. Prawie cały depozyt partynicki przechowywany w tym muzeum został zniszczony w trakcie oblężenia Wrocławia w 1945 roku, przetrwało kilka kilogramów, eksponowanych współcześnie na wystawie we wrocławskim Muzeum Archeologicznym. 
Obecność jam z bursztynem we Wrocławiu wiązana jest z przebiegiem przez obecny teren miasta jednej z głównych nitek starożytnego szlaku bursztynowego.
Opis odkrycia z 1906 r. wraz z omówieniem wagi, frakcji i cech bursztynu opublikował jako pierwszy Seger. Jamy odkryte w 1936 r. badali i opisali jako pierwsi niemieccy badacze w 1936 i 1937 r.